# Matara (district)

Situation du district de Matara

Matara est un district de la Province du Sud du Sri Lanka.  Il est limitrophe, à l'ouest, du district de Galle, au nord du district de Ratnapura (dans la province de Sabaragamuwa) et à l'est du district d'Hambantota.
D'une superficie de 1246 km², il a pour capitale Matara.